# Église Saint-Boniface d'Ixelles
L'église Saint-Boniface (en néerlandais : Sint-Bonifatiuskerk) est un édifice religieux catholique situé au 21a-23 rue de la paix, à Ixelles, commune de la ville de Bruxelles, en Belgique.
Construite au milieu du XIXe siècle, l’église est un des premiers bâtiments de style néogothique édifié à Bruxelles,. Très vaste, elle est le lieu de culte de la communauté catholique du haut d’Ixelles.

## Localisation
L’église est située 21a-23, rue de la Paix, dans la commune d’Ixelles. L’édifice a une place centrale dans l’urbanisme du quartier éponyme. Sa façade principale est le point de fuite de la rue Saint-Boniface et son abside avec celui de la rue de la crèche.

## Histoire

### La construction
Sous l’occupation française, l’administration crée les communes qui deviennent des paroisses. Avec le décret de 1809, les paroisses de plus de 5000 fidèles peuvent se dédoubler.  
Durant tout le XIXe siècle, Bruxelles, alors jeune capitale en pleine ère industrielle, voit la population de ses faubourgs augmenter. L'exode rural  entraîne l'extension du faubourg de Namur situé au niveau de la porte du même nom. A cette époque, les conditions d'hygiène se dégradent, l'urbanisation est peu contrôlée et les édifices religieux sont saturés,.
En 1844, le Haut-Ixelles ne possède pas d’église, les fidèles doivent descendre prier à l'église Sainte-Croix, trop exiguë pour accueillir tous les fidèles de la commune en expansion . La construction d’une église est décidée sur les hauteurs d’Ixelles.
Le 31 octobre 1844, le conseil communal donne l’accord de la création d’une église sur les hauteurs d’Ixelles, sans prendre l’engagement d’intervenir dans les frais de construction.
Après diverses propositions, l’emplacement est finalement décidé par le conseil de fabrique d’église à l’emplacement d’une maison aménagée en presbytère et d’un terrain contigu situé rue de la Paix, la réalisation étant sous la direction de l'architecte Joseph Jonas Dumont.
En 1845, les plans et le devis de construction sont approuvés par le conseil communal.
L’église sera placée sous le patronage de Saint Boniface de Bruxelles.
À la suite de l’accord du conseil communal, les travaux commencèrent en 1846 sous la direction de l’architecte Dumont et l’église est ouverte au culte le 1er avril 1849. La façade et la tour ne seront achevées qu'en 1857.

### L'extension de l'édifice au centre d'un plan d'urbanisme

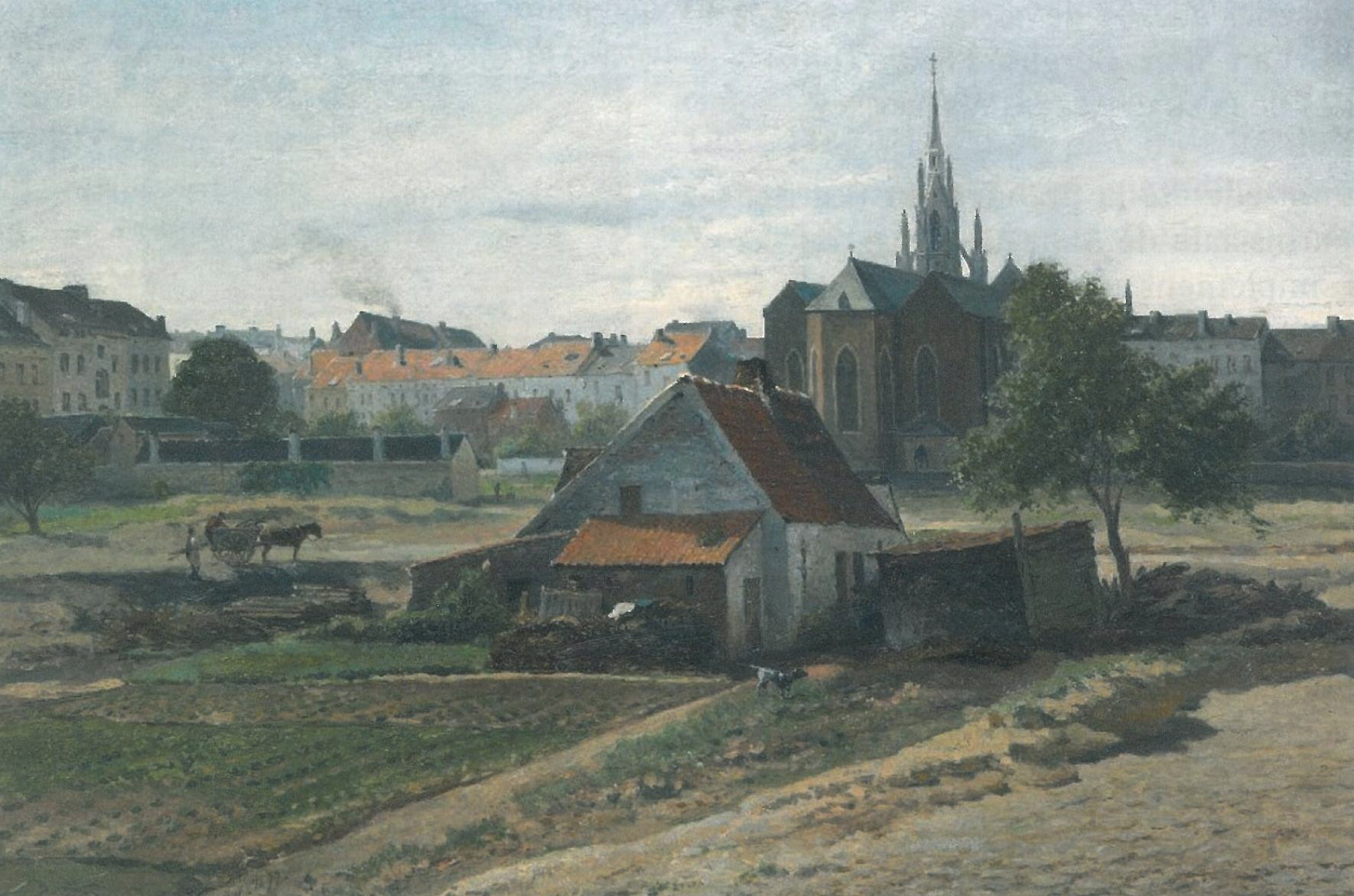
L'ancien quartier Saint-Boniface (1877) peint par Charles Ligny. L'église n'a pas encore subi d'extension (abside d'origine en briques) et le quartier n'est pas encore complètement urbanisé.

Peu après la construction, la place vient à manquer dans l’église. En 1862 le conseil de fabrique démarre un projet d’agrandissement et envoie une requête au gouvernement afin d’acquérir les terrains derrière l’église. Chose qui fut acceptée.
En 1864 l’architecte De Curte (nl) est sélectionné pour concevoir les plans d'agrandissement de l'église qui consiste en l'ajout d'un transept ainsi qu’un chœur et un déambulatoire, lui donnant une plus grande profondeur.
Dès l’année suivante, les plans sont acceptés par la Commission Royale des Monuments, le gouvernement et l’administration communale. Les travaux commencent et l’église est consacrée en 1887 par le cardinal Goossens.      
Dès 1860, un plan d'urbanisme concret est mis en place pour remplacer les rues existantes du quartier, étroites et sinueuses, par des rues larges et dotées de perspectives. L'église Saint-Boniface est au centre de ce plan d'aménagement; elle est située au point de fuite de la rue Saint-Boniface et de la rue Jules Bouillon. Elle est même dotée d'un parvis. Cependant la concrétisation de cet aménagement sera mis en suspens pour plusieurs décennies.    
Ce n'est qu'en 1900 que la rue Saint-Boniface est prolongée et son parvis percé, soit 40 ans après le plan d'urbanisme prévu par l'arrêté royal de 1860, donnant au quartier son aspect actuel.   

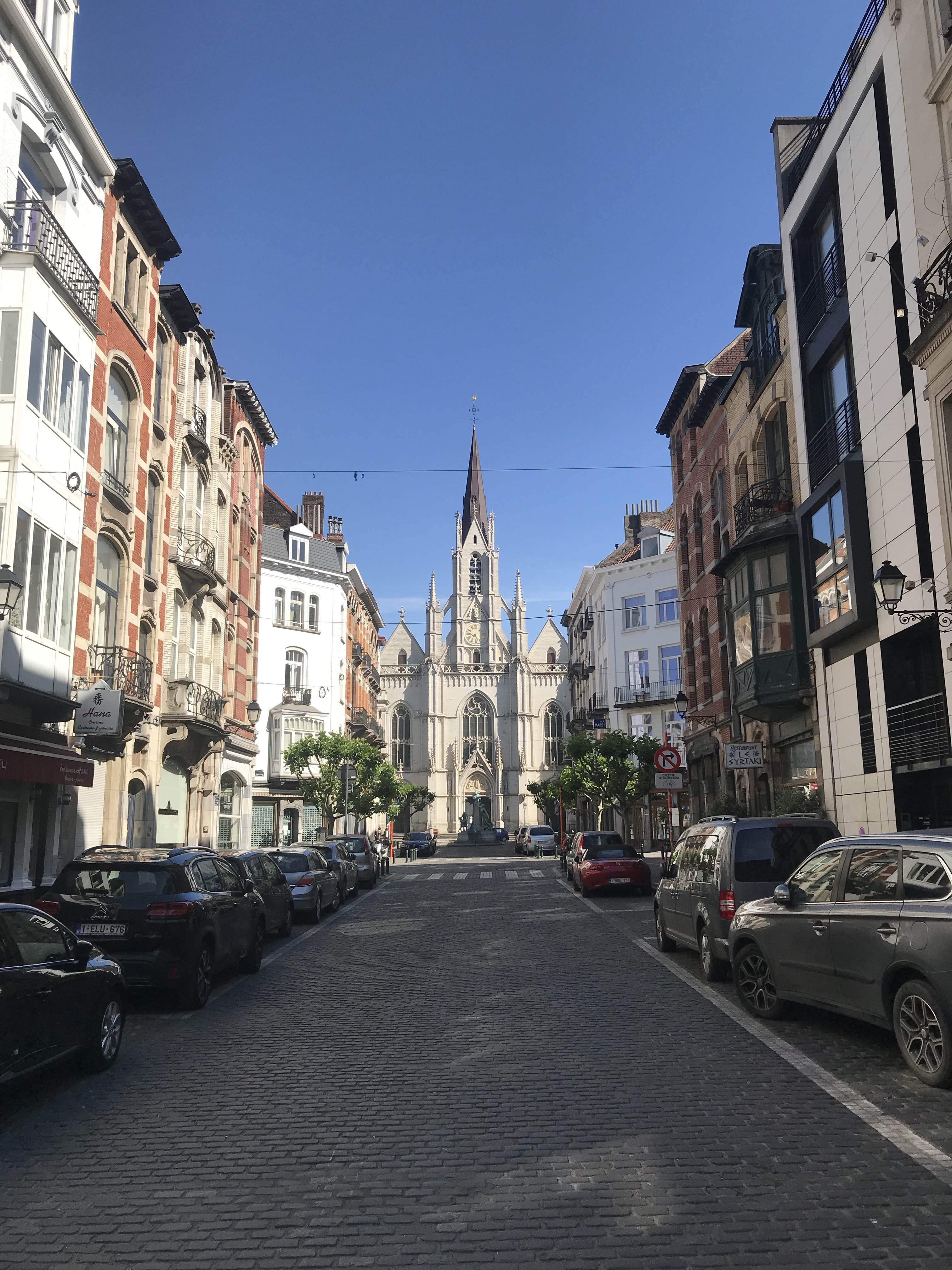
La façade principale l'église Saint-Boniface d'Ixelles en perspective depuis la rue Saint-Boniface
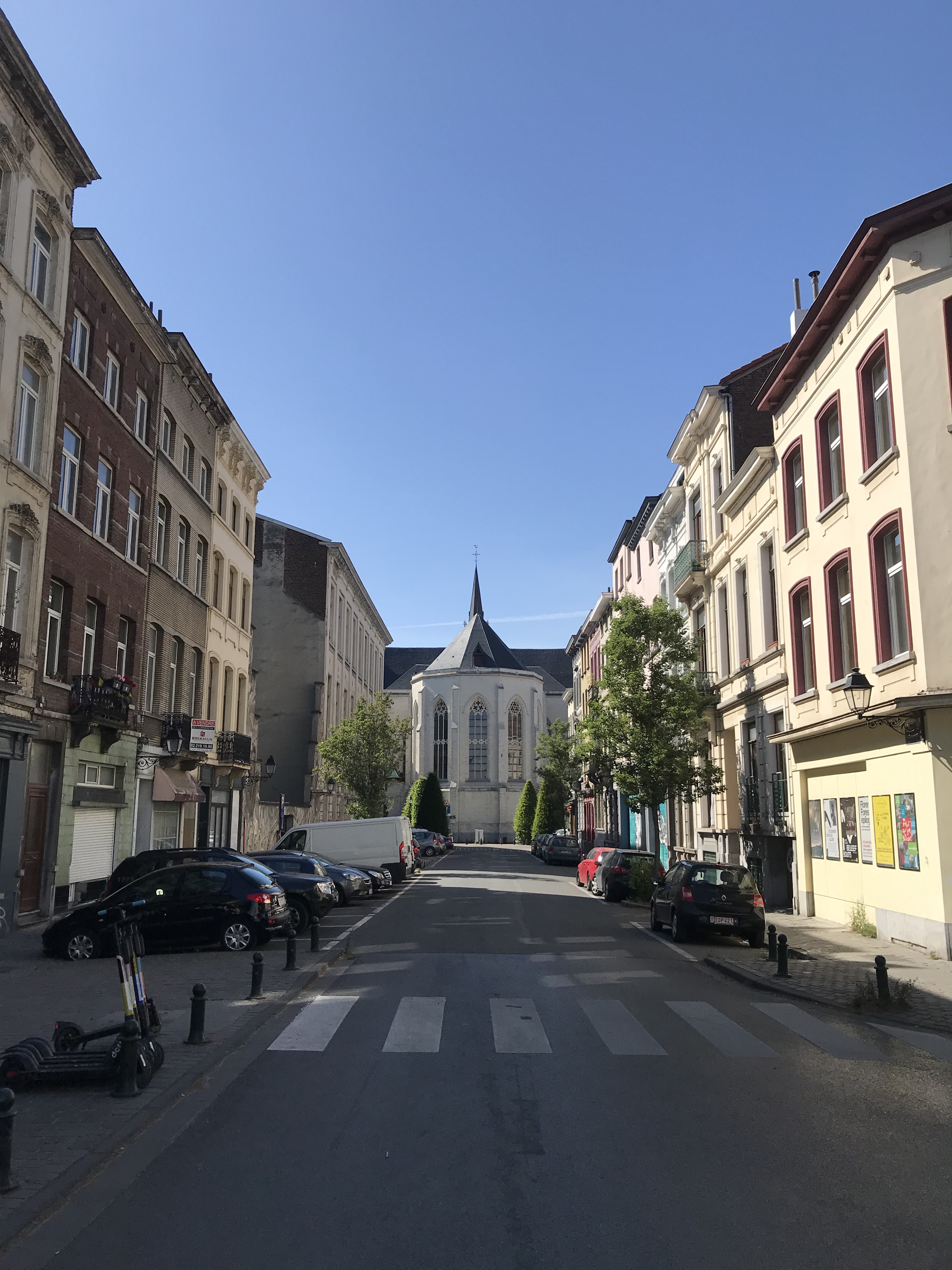
Abside de l'église Saint Boniface d'Ixelles, en perspective depuis la rue Jules Bouillon

### Restauration (2008-2011)

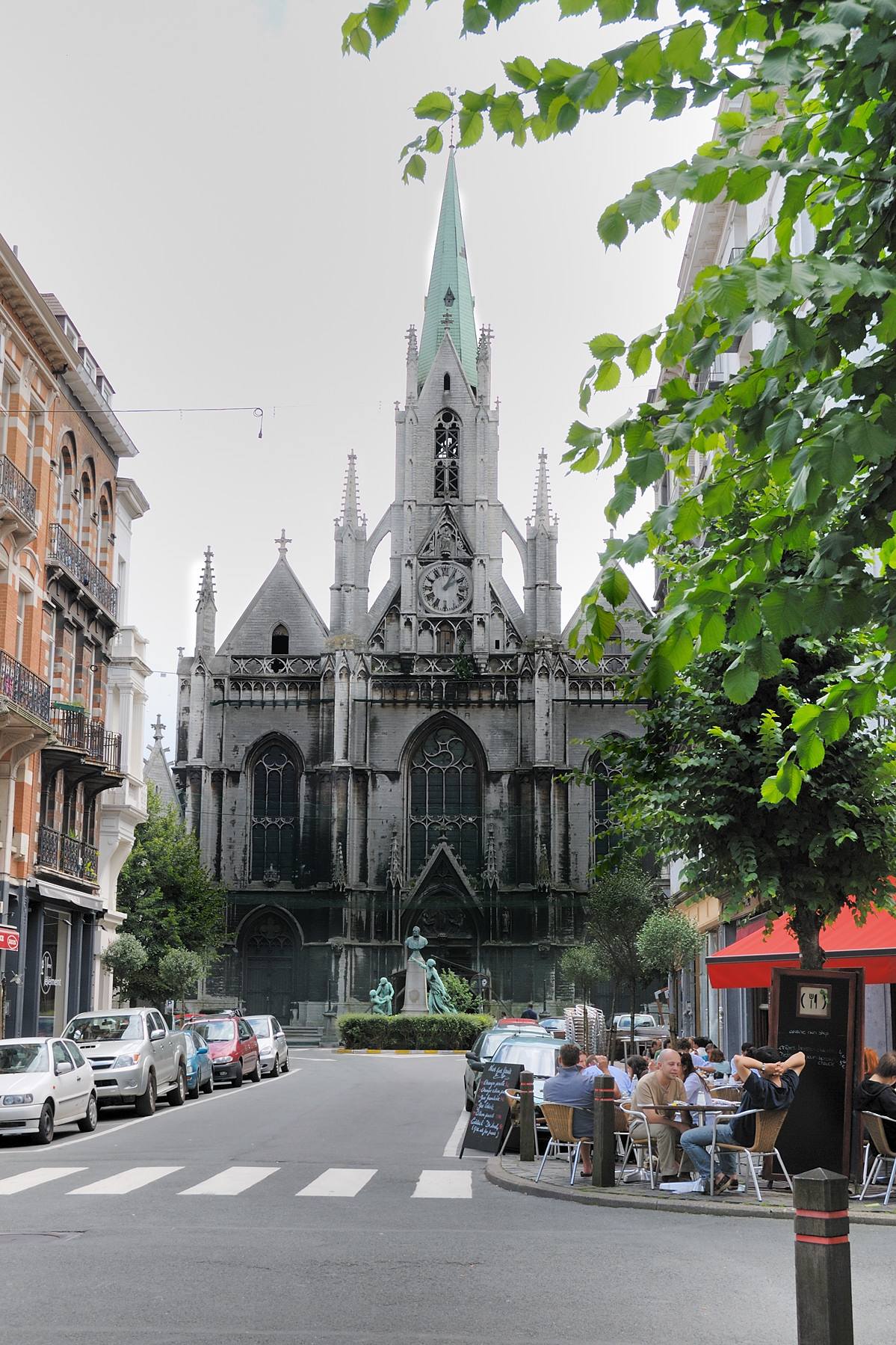
La façade avant la restauration.

Depuis sa construction, l’église, alors classée monument par le Gouvernement de la région Bruxelles Capitale depuis 1999, subit les dommages de la pollution. Ses façades (la principale ainsi que celle de l’abside)  souffraient des émissions de fumées combinées aux dégradations par l’eau pluviale. Tout comme beaucoup d'autres édifices de la région bruxelloise, l’édifice se noircit à cause de la sulfatation des pierres. Une étude sur la restauration des pierres ainsi que des sculptures est réalisée sur l'église. 
L’étude sur la restauration est entreprise par la commune d’Ixelles tandis que les travaux de restauration sont effectués par le groupe BELIRIS.
Entre 2008 et 2011, la restauration se concentra sur le nettoyage et la restauration des  façades nord et sud, une restauration des éléments de la charpente et de la flèche du clocher, une nouvelle couverture en ardoise sur le toit, et une restauration de l'éclairage et des vitraux,.
Un travail d’étude des pierres est réalisé par l’Institut de Service Public (ISSep). L’édifice est constitué de grès de Gobertange, pierre d’origine régionale, relativement dure et qui s’érode très uniformément. L’étude révèle que les pierres de qualité différente n’ont pas résisté de la même manière suivant leur emplacement dans l’édifice et leur orientation. 
Après l’étude sur l’état sanitaire de l’édifice, les travaux se portèrent sur le nettoyage des façades. Ce dernier est réalisé avec une grande précaution afin de préserver le calcin, épiderme protecteur qui s’est formé à la surface de la pierre.
Les éléments sculptés en pierre de Reffroy tels que les pinacles, fleurons et crochets sont remplacés lorsque la réparation par incrustation ou masticage n’est plus possible. Ensuite la charpente en bois d’origine est analysée puis restaurée; les chevilles fragiles sont remplacées par des chevilles en bois de même essence.
Enfin, la restauration se poursuit sur les parties supérieures de l'édifice. La couverture en fibre ciment du toit datant de 1963 est remplacée par des ardoises naturelles et les bois au niveau du toit sont nettoyés ou remplacés en fonction de leur état.
La structure de la flèche du clocher est restaurée dans son état initial, tandis que les poutrelles sont mieux protégées, les éléments en fer rouillé sont remplacés ou renforcés, et des profilés métalliques sont ajoutés pour améliorer la stabilité de la flèche.
L'éclairage est restauré, les appliques néogothiques des nefs latérales sont conservées mais l'alimentation au gaz datant de 1856 est supprimé. Des lumières en suspension sont placées dans les endroits remarquables, notamment les voutes, les sculptures et le mobilier.

## Description
L’édifice de 1849 est une église en croix latine à 3 nefs avec un transept et une abside, construit par l’architecte Joseph-Jonas Dumont (1811-1859) dans un style néogothique tertiaire qui rappelle les grandes églises médiévales de Belgique. 
L’architecte est en tout point influencé par Eugène Viollet-le-Duc pour sa conception du style et le principe du rationalisme structurel. L'église subit la critique de Augustus Pugin, adversaire de Viollet-le-Duc, qui reproche un manque de correspondance entre l'intérieur et l'extérieur de l'édifice.  
Cependant, en plus d'être la première église néogothique de Bruxelles, cette église "halles" reste le reflet des conceptions spatiales de son époque avec une verticalité très marquée (à la différence de l'élancement des églises médiévales) ainsi que la sobriété des moulurations et la monochromie de l'ensemble.

### Intérieur de l'édifice
L’intérieur, partagé en trois larges nefs de même hauteur par six colonnes en faisceau, formées chacune d’un pilier central et de quatre longues colonnettes cylindriques avec chapiteaux ornés de feuilles de chou frisé qui portent les nervures croisées de la voûte. Les voûtes surbaissées de la tribune d’orgue reposent sur des colonnes cylindriques et accouplées. L’extension de 1861 consiste en l’allongement de l’église par l’ajout d’un transept et d’une abside avec déambulatoire.

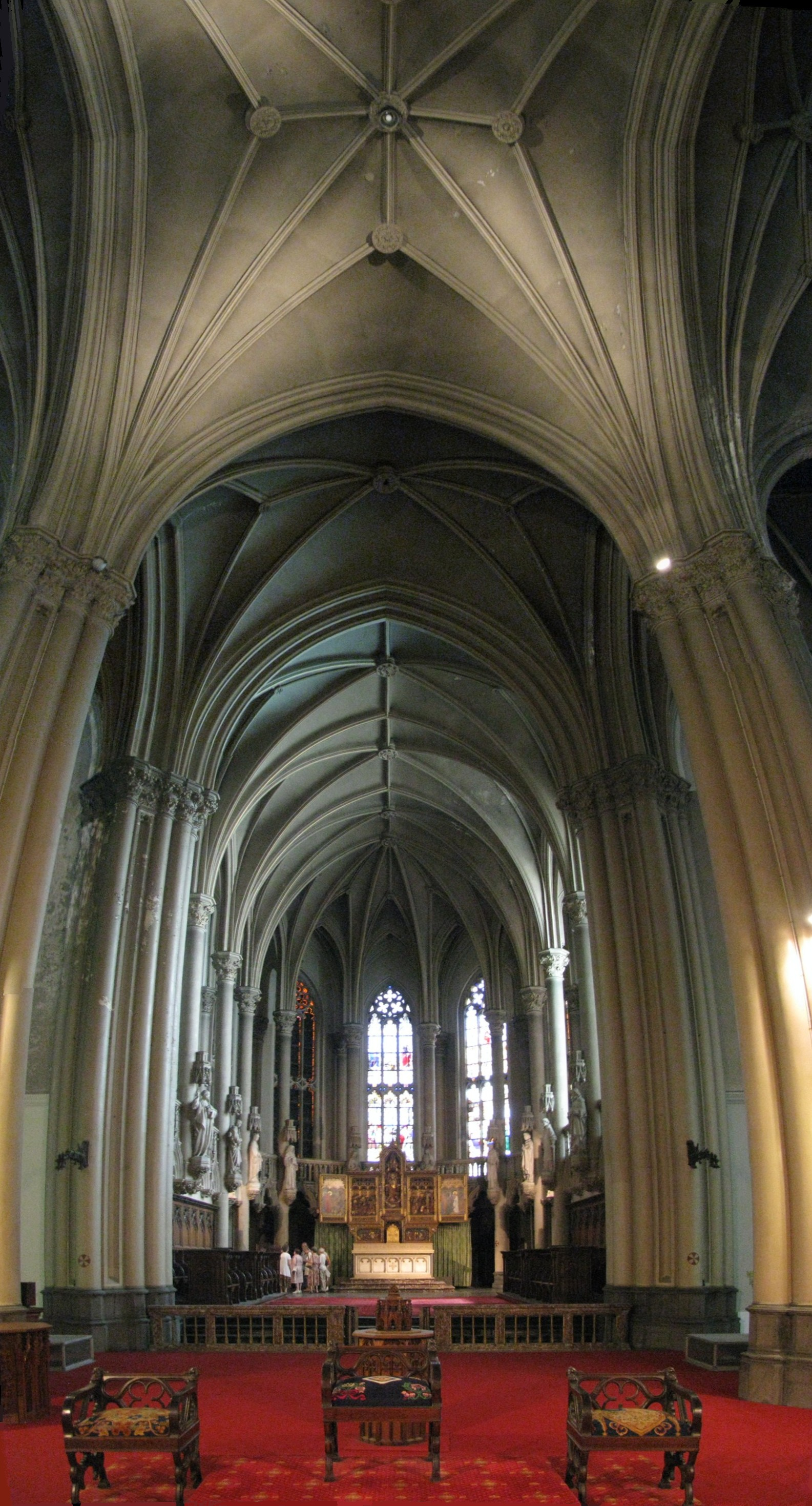
Voûtes et Choeur de l'édifice.
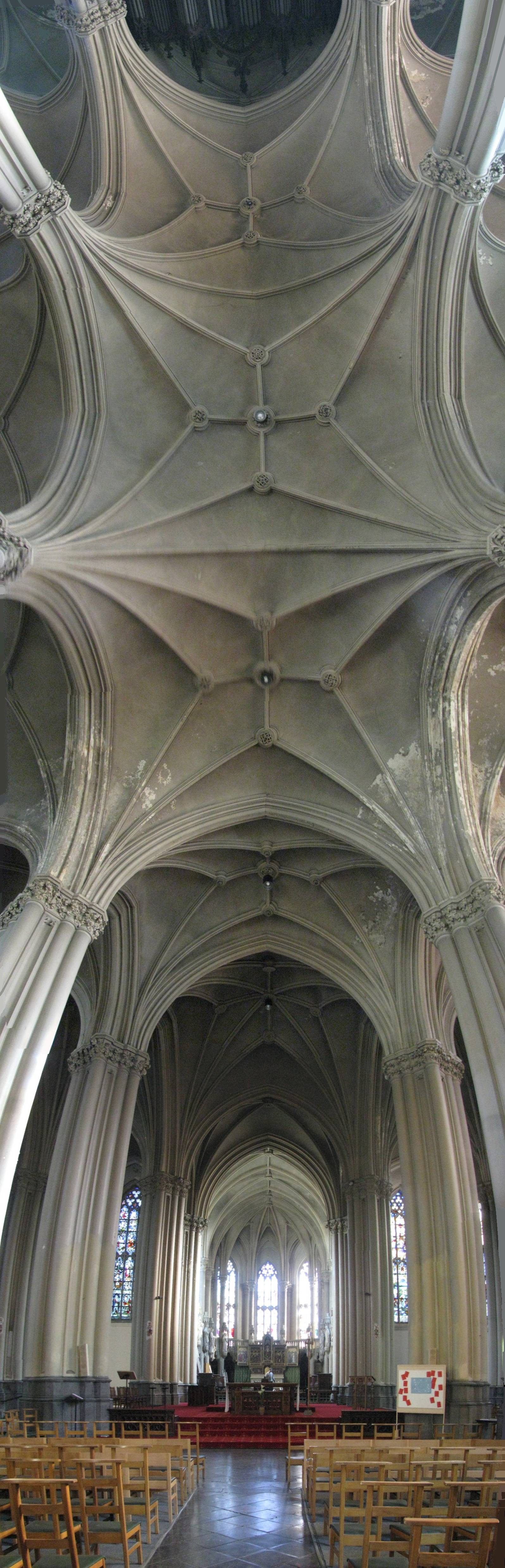
Détail des voûtes à liernes et tiercerons

### Aspect extérieur
La façade principale a une composition en trois travées, d’un pignon, avec une partie centrale plus large séparée des travées latérales par des contreforts gothiques. La partie centrale de la façade est composée d’une porte d’entrée surmontée d’un tympan et d’un gable couronné de pinacles avec crochets. Au dessus se trouve la fenêtre surmontée d’un arc en ogive, ornée de vitraux à meneaux. Au niveau supérieur se trouve le clocher surmonté d’une flèche, soutenu de contreforts à pinacle. Les deux façades latérales, plus réduites, suivent une composition similaire mais sont surmontées d’un simple pignon. 

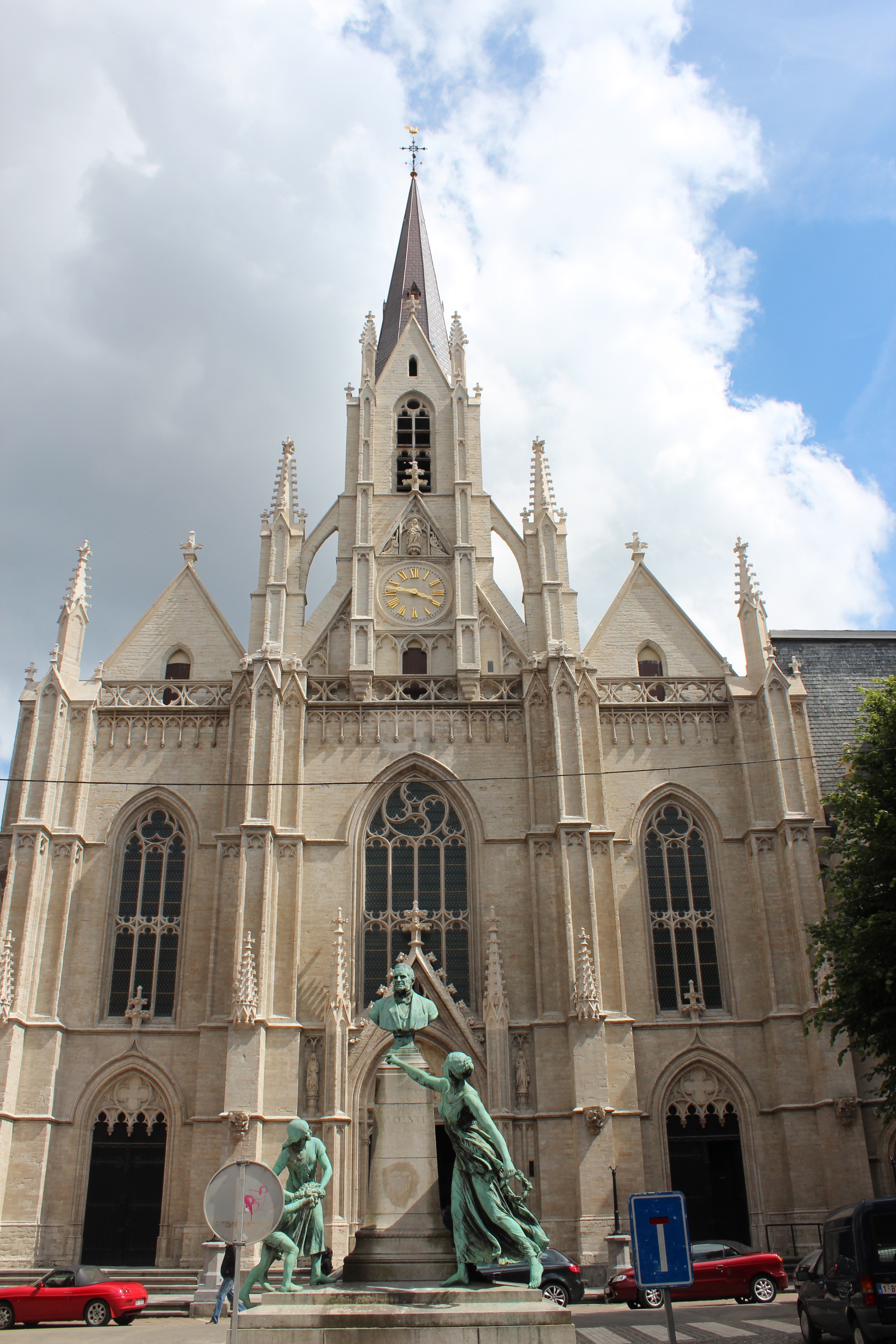
La façade principale vue depuis la place Saint-Boniface.
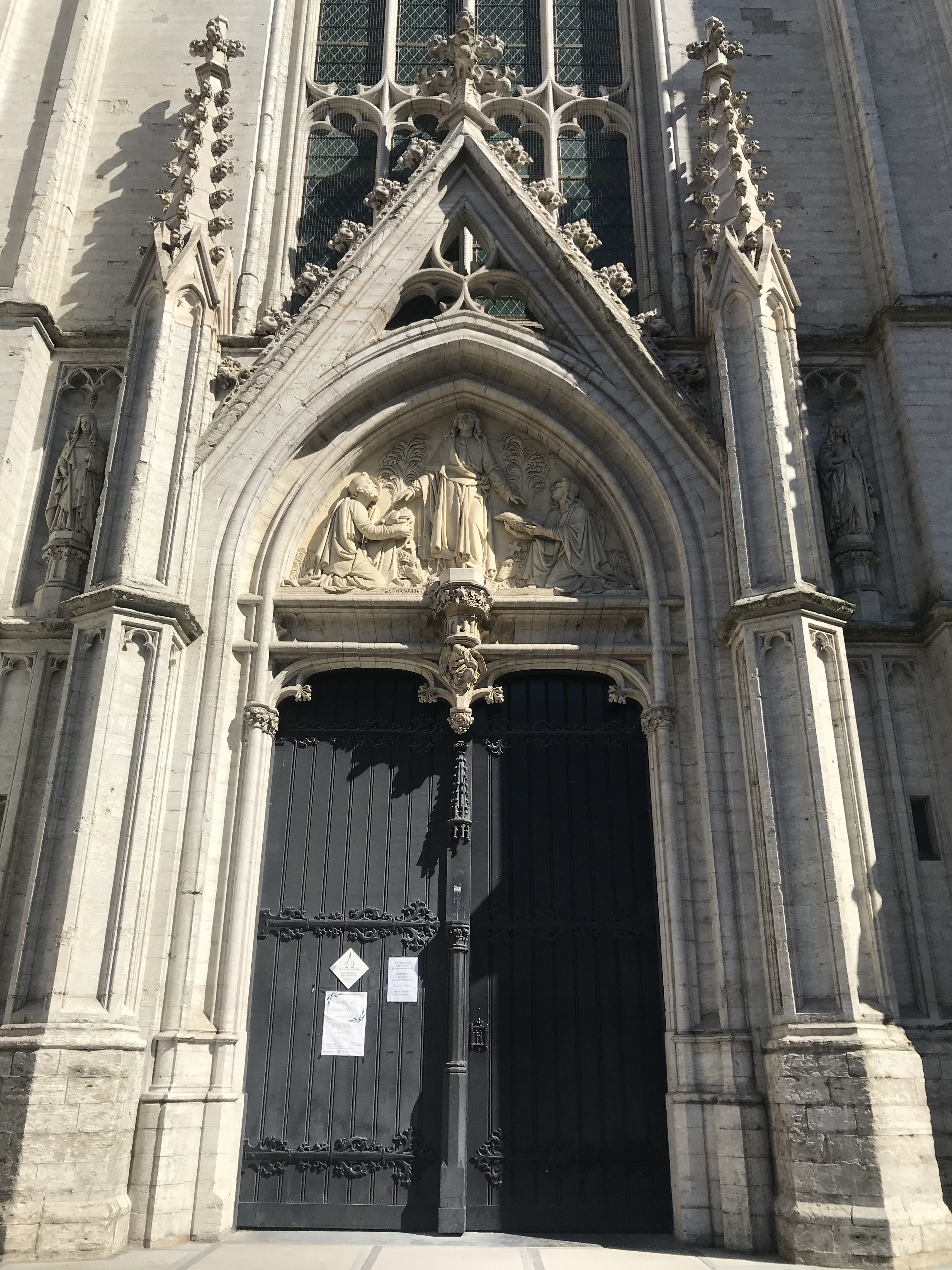
Portail central de l'église.
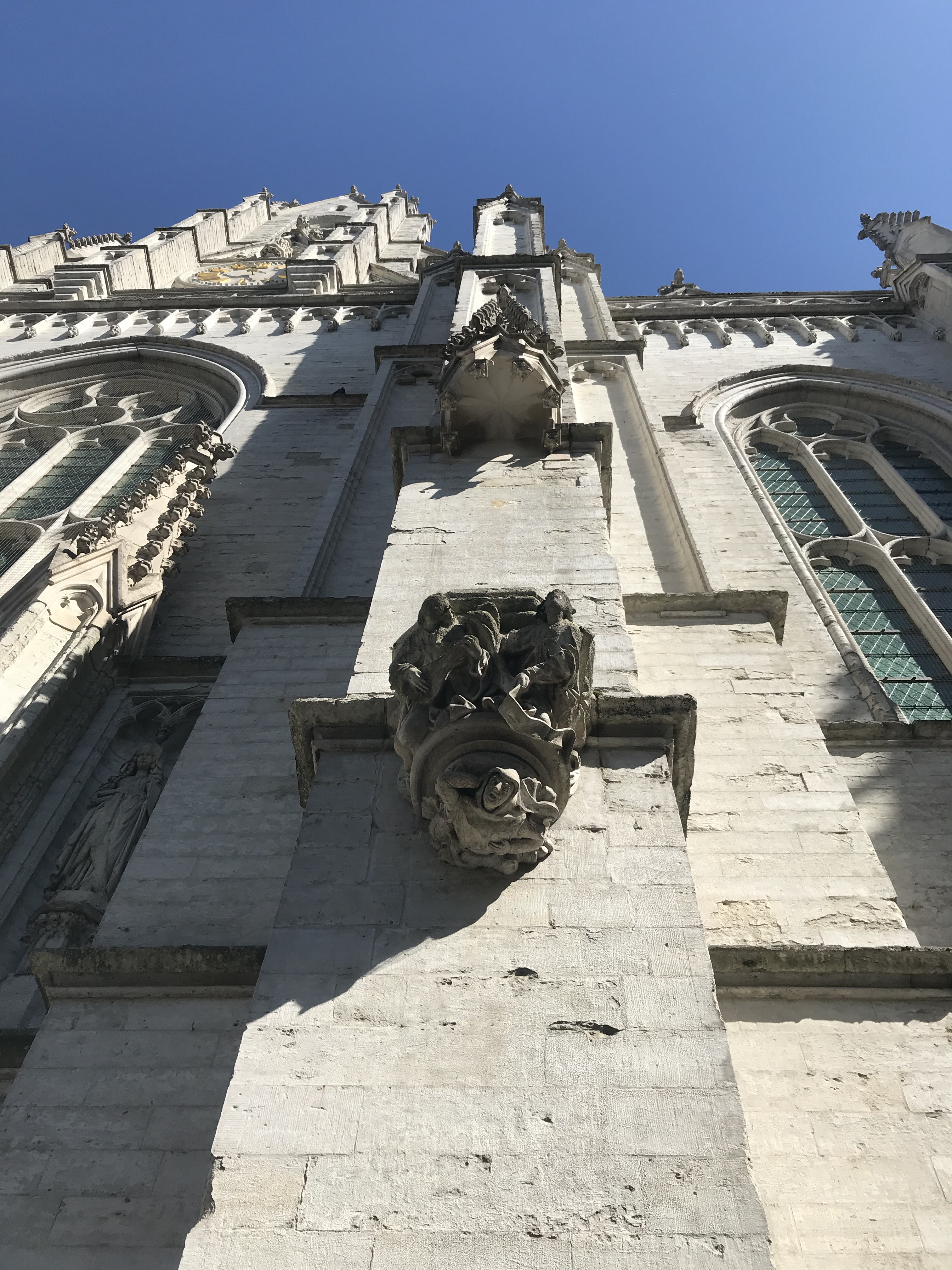
Détail de l'église

La façade du côté des rues de l'Athénée et Bouré est la façade de la sacristie et de l'abside polygonale. La façade de cette dernière en pierre de taille est composée de larges fenêtres à meneaux et d'un réseau de rosaces et de trèfles surmontés d'arcs en ogive. Les façades des sacristies situées de part et d'autre de l'abside, en pierres de taille, sont composées d'une travée-pignon à rampant droit éclairées par des baies rectangulaires dont certaines jumelées et toutes surmontées d'un linteau orné d'un arc trilobé.

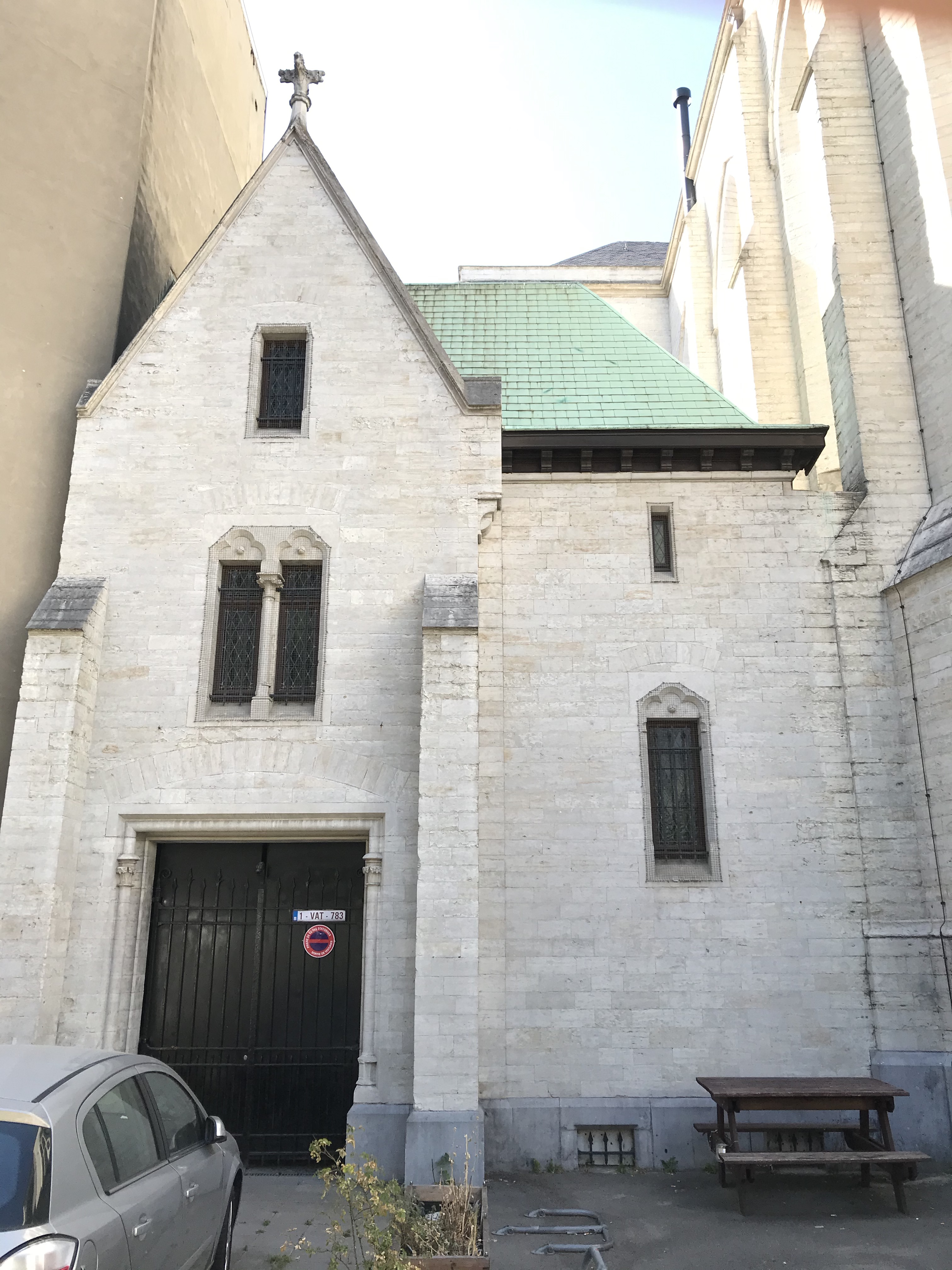
Sacristie du sud-ouest.
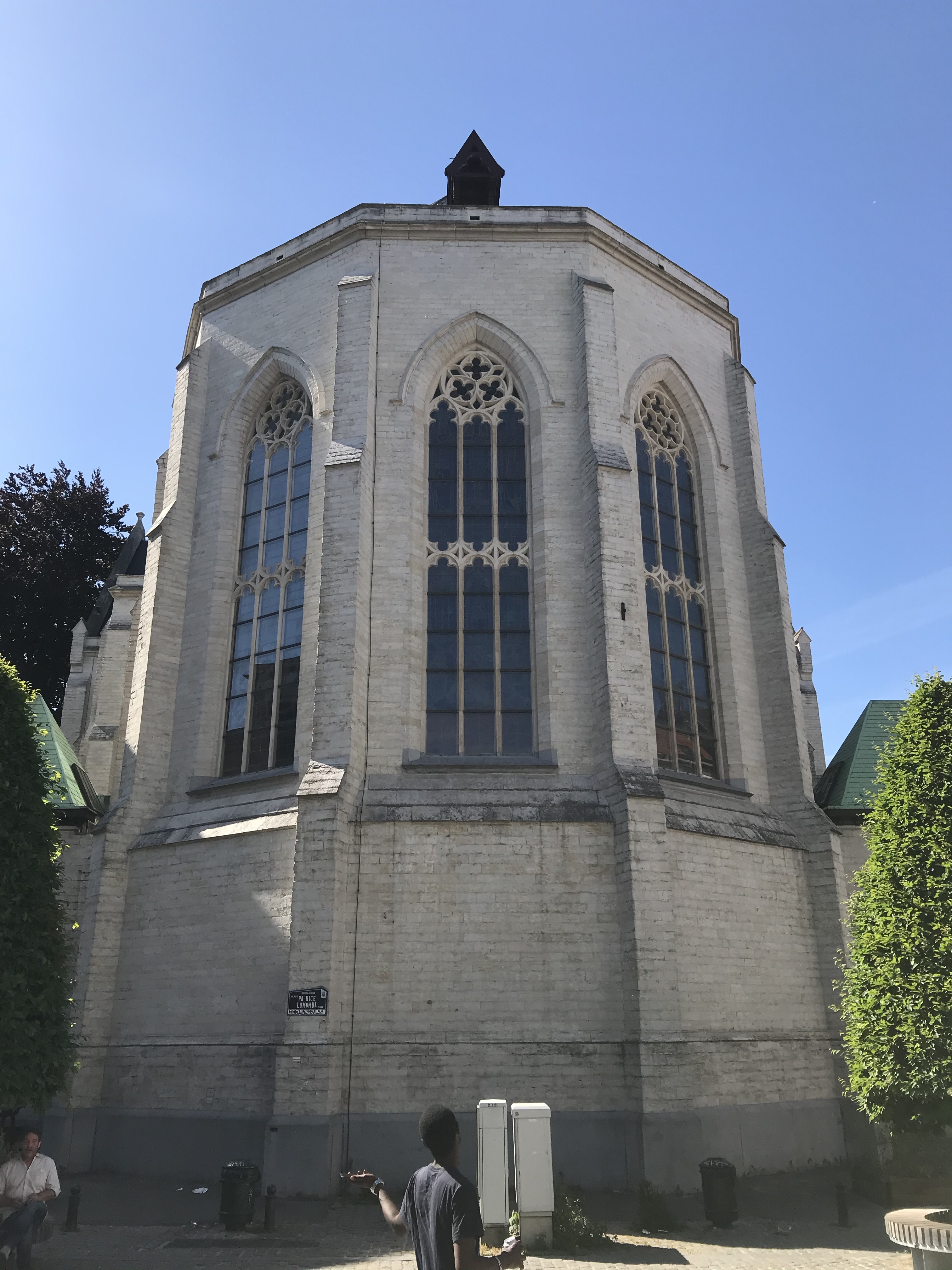
Abside de l'église Saint-Boniface d'Ixelles.
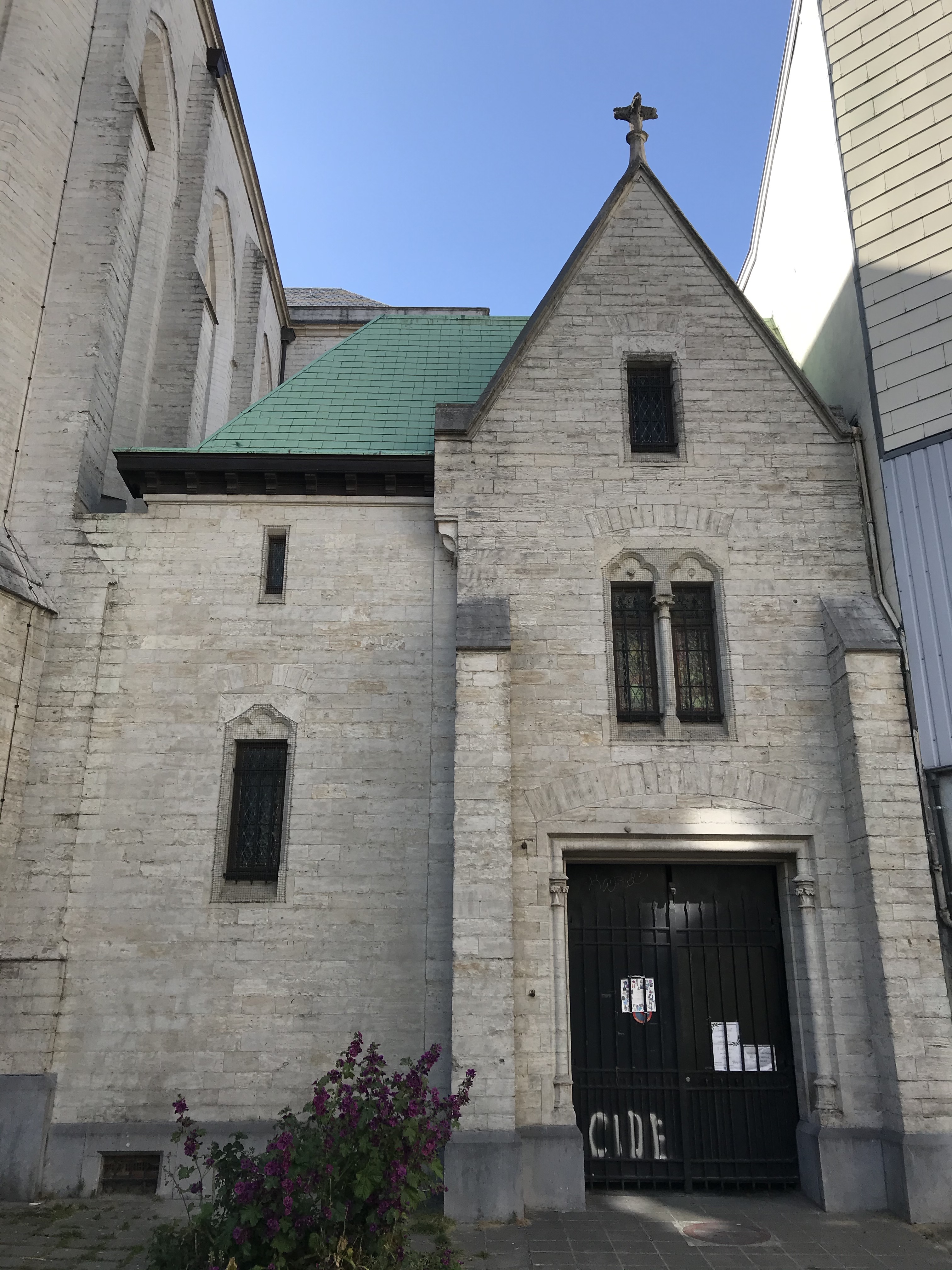
Sacristie du nord-est.

### Vitraux
Les vitraux de l’église sont l’oeuvre de plusieurs artistes qui travaillèrent tout au long du XIXe et du XXe siècle.  
Les principaux créateurs des verrières sont Gustave Ladon, Van der Poorten, Verhaegen et Casier. 
Cependant une rénovation désastreuse eut lieu en 1976 (certains vitraux furent soudés avec du béton). 

### Mobilier
A l’intérieur, le mobilier comprend un orgue et huit confessionnaux en boiserie ornés de statues de saints et scènes évangéliques sculptées dans le bois (François Malfait).
Les stalles du chœur furent ajoutées lors de l’extension de l’église.  
L’autel principal date de 1910. Remy Rooms est l’auteur du retable qui surplombe l’autel et Ernest Wante (1872-1960) est auteur d’autres tableaux se trouvant dans le chœur. 
L'orgue composé de 31 jeux répartis sur trois claviers et d'un pédalier, est réalisé en 1868 par la firme Merklin-Schütze et Cie  (manufacture d'orgues du nom de ses fondateurs, Joseph Merklin et Friedrich Schütze, dont les ateliers belges sont basés à quelques centaines de mètres de là).   
La balustrade du jubé et le buffet d'orgue sont encore sculptés par François Malfait.

## Galerie

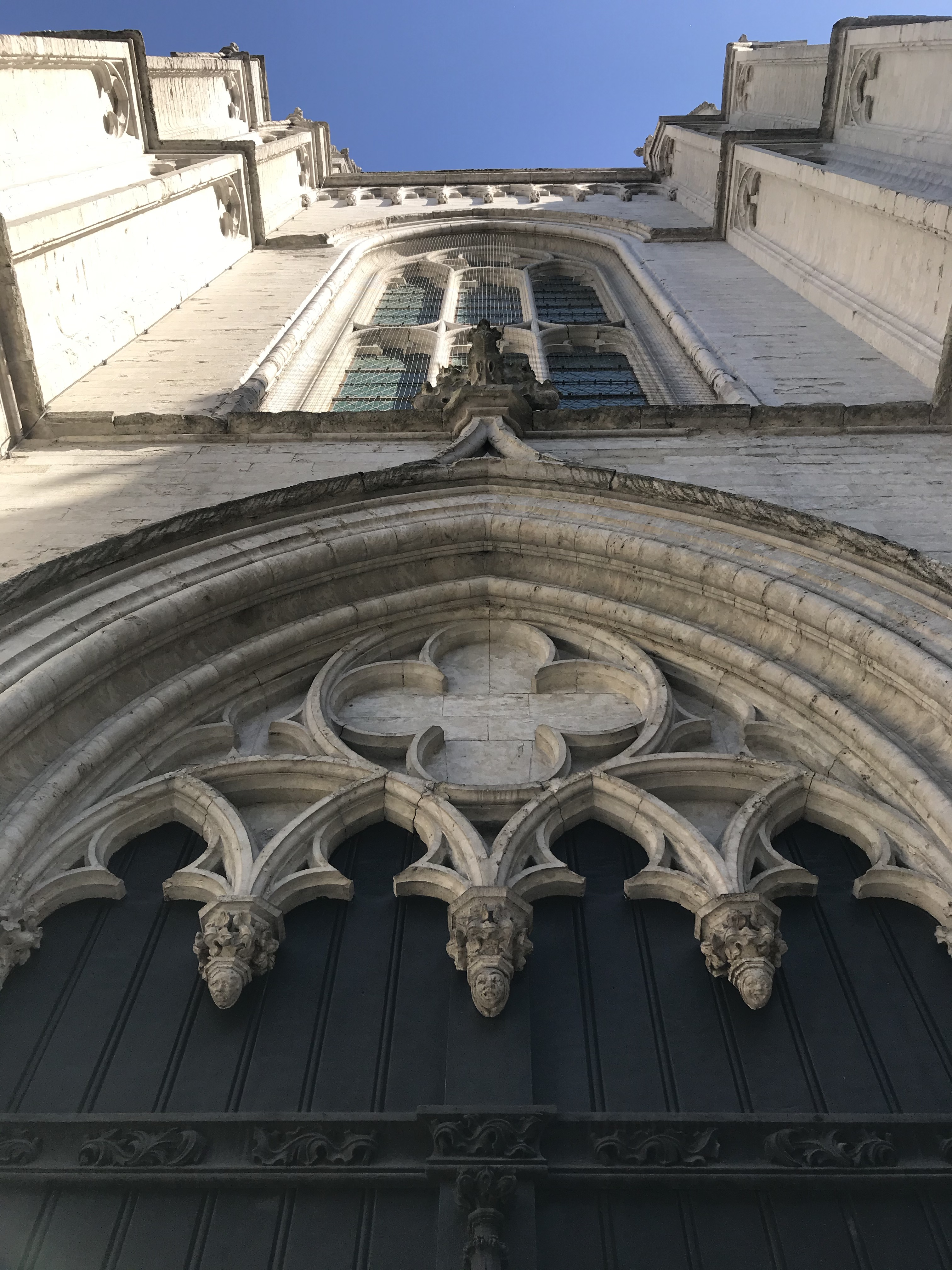
Détail des sculptures sur une entrée.
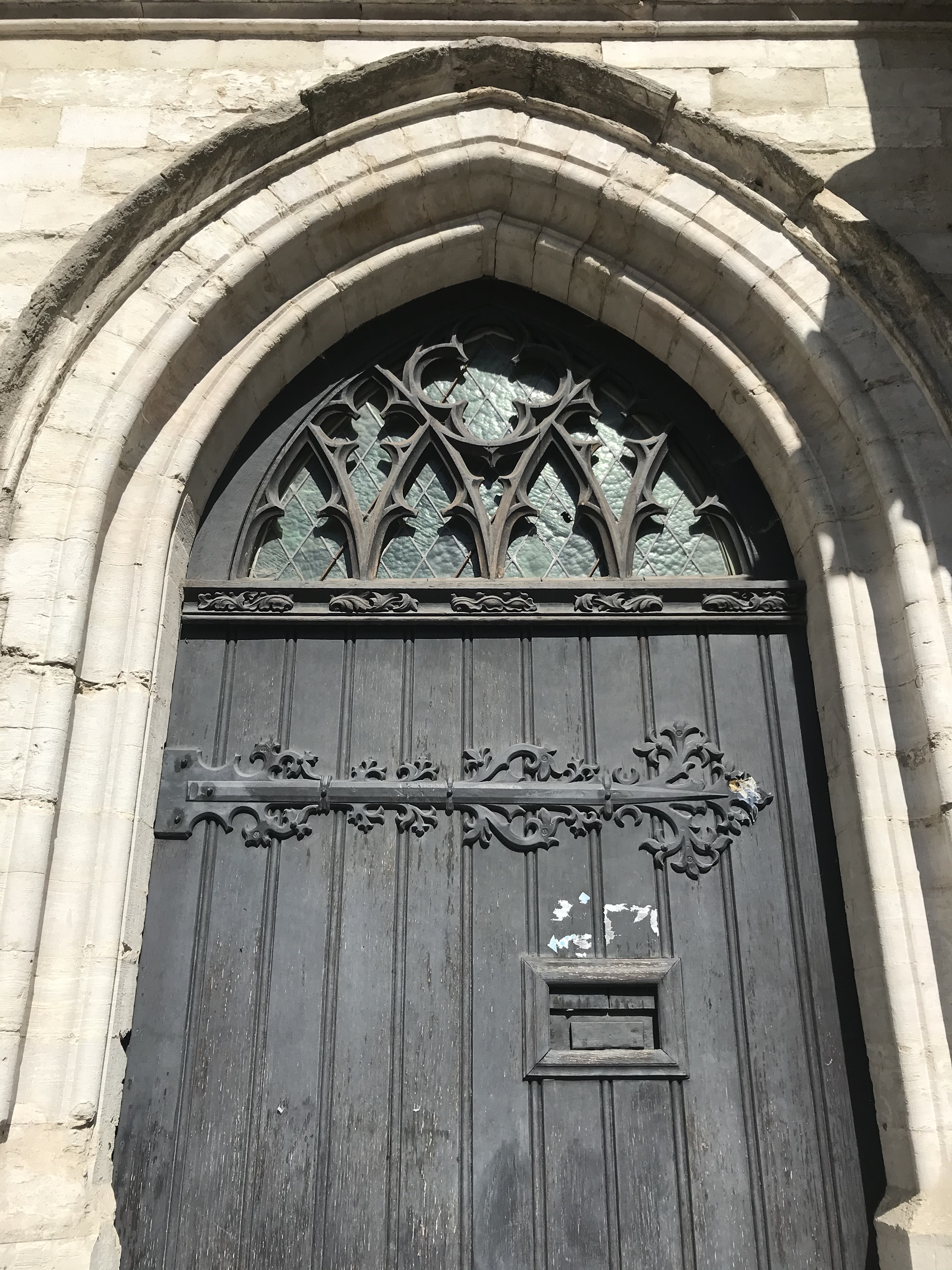
Porte d'entrée néogothique.
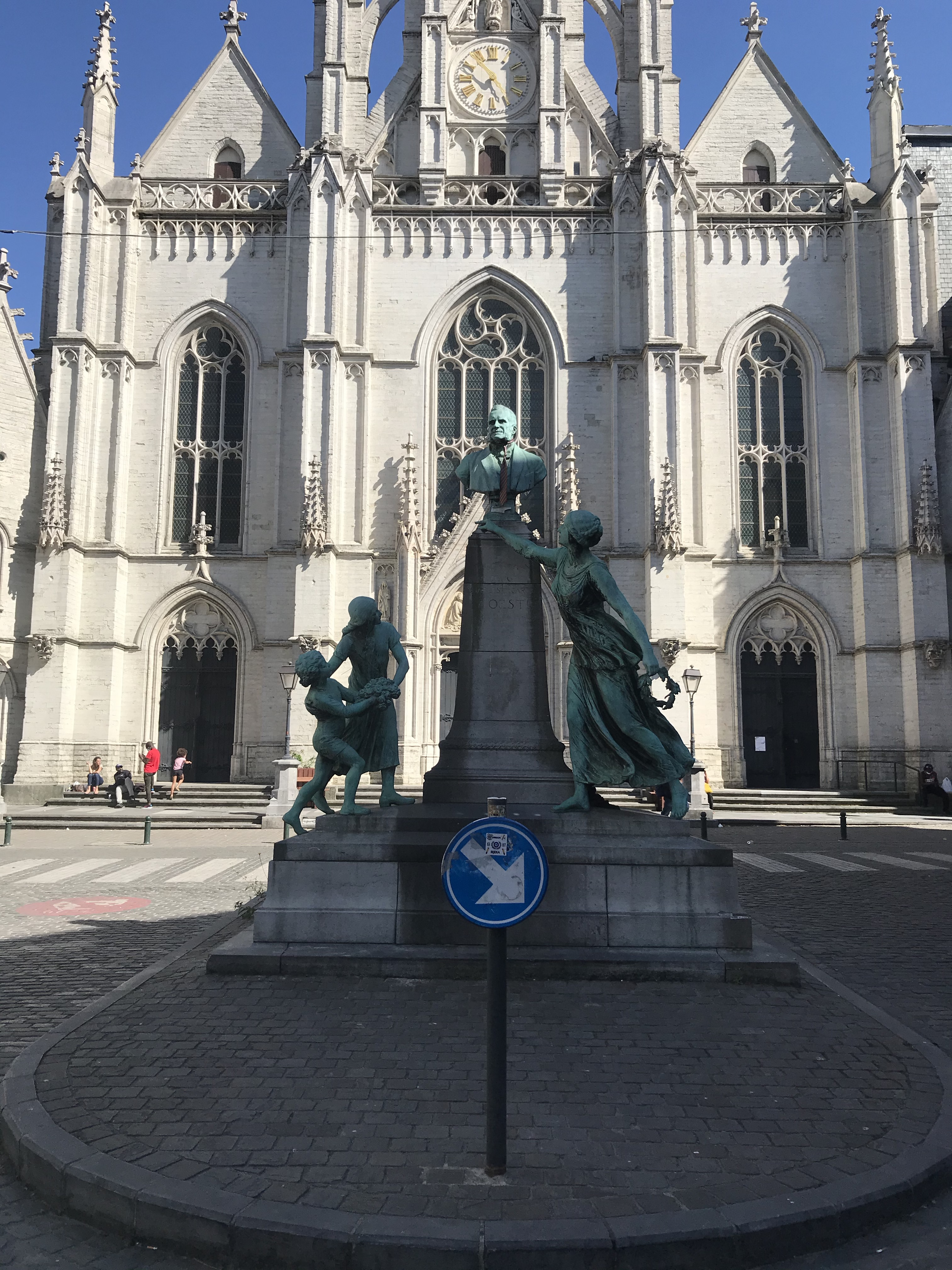
Parvis de l'église où se dresse le monument en souvenir de l’homme d'État catholique Charles Woeste.